# Bahnhof Sittard
Der Bahnhof Sittard ist der größte Bahnhof der niederländischen Stadt Sittard. Er ist zentraler Knotenpunkt im städtischen ÖPNV. Am Bahnhof verkehren nationale Regional- und Fernverkehrszüge. Am Bahnhof halten alle Züge, die aus Richtung Norden in die südlichen Gemeinden der Provinz Limburg fahren.
Das Bahnsteiggleis 3 des Bahnhofs hat mit 700 Metern den längsten Bahnsteig der Niederlande.

## Geschichte
Die erste Station wurde 1862 eröffnet. Nach zwei Umbauten des Bahnhofs, um diesen zu vergrößern, wurde er 1923 durch einen Neubau ersetzt. Sein heutiges Aussehen erhielt der Bahnhof 1993. Die Bahnstrecke Maastricht–Venlo wurde 1865 eröffnet. Die Verbindung nach Heerlen und Herzogenrath folgte 1896 und die Verbindung nach Born 1935.

## Streckenverbindungen
Folgende Linien halten im Jahresfahrplan 2022 am Bahnhof Sittard:
| Zugtyp                | Linienverlauf | Frequenz                                                                              |
| --------------------- | --- | ------------------------------------------------------------------------------------- |
| Intercity             | Maastricht – Sittard – Roermond – Eindhoven Centraal – ’s-Hertogenbosch – Utrecht Centraal – Amsterdam Centraal – Alkmaar (– Schagen – Den Helder) | halbstündlich (fährt abends nicht; fährt nur in der HVZ über Schagen nach Den Helder) |
| Intercity             | Enkhuizen – Hoorn – Amsterdam Centraal – Utrecht Centraal – ’s-Hertogenbosch – Eindhoven Centraal – Roermond – Sittard – Maastricht                | halbstündlich (fährt nur spätabends und sonntagmorgens)                               |
| Intercity             | Enkhuizen – Hoorn – Amsterdam Centraal – Utrecht Centraal – ’s-Hertogenbosch – Eindhoven Centraal – Sittard – Heerlen                              | halbstündlich (fährt frühmorgens und abends stündlich zwischen Sittard und Heerlen)   |
| Arriva Stoptrein RS12 | Maastricht Randwyck – Maastricht – Sittard – Roermond                                                                                              | halbstündlich                                                                         |
| Arriva Stoptrein RS15 | Sittard – Heerlen – Kerkrade Centrum | halbstündlich                                                                         |

## Busverbindungen
Unmittelbar vor dem Empfangsgebäude befindet sich der Busbahnhof Sittard als zentrales Bindeglied zum Busliniennetz der Arriva. Schnellbus SB3 von WestVerkehr nach Geilenkirchen startet hier.
| Linie | Linienverlauf |
| ----- | --- |
| SB3   | Schnellbus: Geilenkirchen Bf – Bauchem – Gillrath – Stahe – Gangelt – Süsterseel – Höngen – Tüddern – Sittard Stadhuis – Sittard Bf |